# Hrafnseyri
Hrafnseyri est une ancienne localité d'Islande située dans le nord ouest de l'Islande, sur Arnarfjörður, dans la région des Vestfirðir. Elle est connue pour être le village natal de Jón Sigurðsson, chef de file du mouvement pacifiste pour l'indépendance de l'Islande.
Il existe des preuves archéologiques témoignant d'une présence humaine à cet endroit au moment de la colonisation. Selon le Landnámabók, ce lieu est l'emplacement d'une ferme, dont le nom d'origine est Eyri, construite par Án Rauðfeldr Grímsson et sa femme Grélöð. D'après le livre, Án Rauðfeldr envisage de s'installer dans la ferme de Dufansdalur un peu plus au Sud, mais Grélöð lui déconseilla, car elle pouvait sentir que l'odeur de la terre était mauvaise. Mais à Eyri, elle était d'acord que la ferme soit construite car « là-bas, l'herbe sentait le miel ».